# Cyrtodactylus walli
Cyrtodactylus walli este o specie de șopârle din genul Cyrtodactylus, familia Gekkonidae, ordinul Squamata, descrisă de Ingoldby în anul 1922. A fost clasificată de IUCN ca specie cu risc scăzut. Conform Catalogue of Life specia Cyrtodactylus walli nu are subspecii cunoscute.